# ميخائيل فريندلي
ميخائيل فريندلي (بالإنجليزية: Michael Friendly)‏ هو عالم نفس أمريكي، ولد في 1945 في نيويورك في الولايات المتحدة.